# Christopher David Naylor
Pour les articles homonymes, voir Naylor.
Christopher David Naylor,  D.Phil, MD, né en 1954 à Woodstock en Ontario, est un chercheur en médecine reconnu et président de l'université de Toronto.
Bénéficiaire d'une Bourse Rhodes, Naylor obtient un doctorat en médecine de l'université de Toronto en 1978, étudiant ensuite au Hertford College de l'université d'Oxford, où il obtient un D.Phil en 1983 au Département d'études sociales et administratives. Il fait des travaux de recherche en médecine interne et épidémiologie clinique à l'Université de Western Ontario et Toronto puis rejoint l'équipe académique de la Faculté de médecine de l'Université de Toronto en 1987.
Christopher Naylor a été nommé Doyen de médecine puis Vice-préfet des relations avec les institutions de santé de l'Université de Toronto en 1999. Il est nommé Président du 
Comité consultatif national sur le SRAS et la Santé publique en 2003 après l'apparition de cas de SRAS au Canada.
La nomination de David Naylor en tant que président de l'université de Toronto a été annoncée le 26 avril 2005. Il remplace alors le président par intérim Frank Iacobucci et est entré en fonction le 1er octobre 2005.
Il a été admis comme officier de l'Ordre du Canada le 6 avril 2006. Son investiture est le 9 février 2007.
En avril 2020, il a été nommé au Groupe de travail sur l'immunité face à la COVID-19 par le premier ministre Justin Trudeau.

## Source
1. ↑  Leçons de la crise du SARS : Renouvellement de la santé publique au Canada. Un rapport du Comité consultatif national sur le SRAS et la Santé publique Octobre 2003
2. ↑  Ordre du Canada - C. David Naylor, O.C., M.D., F.R.C.P.C., F.R.S.C.
3. ↑  « Le premier ministre annonce de nouvelles mesures pour la recherche médicale et l’élaboration d’un vaccin pour lutter contre la COVID-19 », sur Site Web du premier ministre du Canada, 23 avril 2020 (consulté le 7 mai 2020)

- (en) Cet article est partiellement ou en totalité issu de l’article de Wikipédia en anglais intitulé « David Naylor » (voir la liste des auteurs).